# Station Blimbing (Oost-Java)
Blimbing is een spoorwegstation in Malang in de Indonesische provincie Oost-Java.

## Bestemmingen
- Penataran: naar Station Surabaya Gubeng en Station Blitar
- Tawang Alun: naar Station Malang en Station Banyuwangi Baru